# Приватне життя Єлизавети та Ессекса
«Приватне життя Єлизавети та Ессекса» (англ. The Private Lives of Elizabeth and Essex) — американський кінофільм у жанрі історичної мелодрами, знятий режисером Майклом Кертісом 1939 року. У головних ролях Еррол Флінн та Бетті Девіс.

## Сюжет
1596 рік, Англія. Воєначальник та фаворит королеви Роберт Девере, граф Ессекс після низки воєнних перемог над Іспанією повертається до двору. Очікується, що його роман з Єлизаветою I завершиться шлюбом. Та вона зустрічає його несподівано холодно, звинувачує у надмірних витратах й нездатності перехопити іспанський флот, який повертається з вантажем золота із заокеанських колоній. На завершення тиради вона позбавляє його ряду привілеїв та відважує важкого ляпаса. Ессекс відправляється у родовий замок у вигнання. Під час розлуки обоє відчувають муки через любов та пристрасть.
Вдалим приводом для повернення фаворита стає повстання в Ірландії 1599 року. Королева й Ессекс знову близькі. На чолі 20-тисячного війська Девере вирушає на придушення повстання, та безнадійно грузне у дрібних сутичках з мобільними загонами повстанців під керівництвом графа Тайрона. Англійське військо оточене на болотах, та далекоглядний лідер ірландців дозволяє англійцям піти. При особистій зустрічі під час перемовин він захоплюється воєнними талантами графа Ессекса та обурюється підступністю королеви, яка покинула його без допомоги й продовольства (насправді відсутність підтримки армії організована придворними інтриганами завдяки маніпуляціям з листуванням Девере). Розлючений граф повертає своє військо на Лондон, народ Англії підтримує його похід. Ессекс практично захоплює місто і палац, але при зустрічі з королевою, під дією її магнетичного впливу, змінює свої плани. Єлизавета та Ессекс клянуться одне одному в коханні. Коли граф розпускає повстале військо, королева наказує заарештувати колишнього фаворита. Кілька днів потому його обезголовлюють на подвір'ї Тауеру.

## У ролях
| Актор              | Роль                                           |
| ------------------ | ---------------------------------------------- |
| Еррол Флінн        | Роберт Девере, граф Ессекс                     |
| Бетті Девіс        | Єлизавета I                                    |
| Олівія де Гевіленд | леді Пенелопа Грей                             |
| Дональд Крісп      | Френсіс Бекон                                  |
| Алан Гейл          | Г'ю О'Ніл, граф Тайрон                         |
| Вінсент Прайс      | сер Волтер Рейлі                               |
| Генрі Стівенсон    | Вільям Сесіл, 1-й барон Берлі, лорд-скарбничий |
| Джеймс Стівенсон   | Томас Егертон                                  |
| Джон Саттон        | капітан Арманд                                 |

## Номінації
Оскар (1939)
- Номінація на найкращу роботу художника-постановника (Антон Грот).
- Номінація на найкращу операторську роботу (Сол Політо, Вільям Говард Грін).
- Номінація на найкращу музику (Еріх Вольфганг Корнгольд).
- Номінація на найкращий звуковий монтаж (Натан Левінсон).
- Номінація на найкращі спецефекти (Байрон Хескін, Натан Левінсон).